# Handlare (finans)
Handlare, eller trader (anglicism), kallas en person som för egen eller annans räkning företar transaktioner på en finansiell marknad eller på en råvarumarknad, antingen direkt eller via mäklare. En handlare handlar, till skillnad mot mäklare, mot eget eller annans lager. Särskiljande från en mäklares transaktioner är således att transaktionen inte omgående vidareförmedlas. 

## Likviditetsgivare och likviditetstagare
Ett sätt att kategorisera handlare är i likviditetstagare och likviditetsgivare.
En likviditetsgivare registrerar limit order i orderdjupet, medan en likviditetstagare via market order köper till marknadspris även om de därmed förlorar prisskillnaden mellan bästa köppris och bästa säljpris, den så kallade spreaden.
Skillnaden mellan likviditetsgivare och likviditetstagare kan exemplifieras med handel med begagnade bilar. Begagnat bilhandlaren är en typisk likviditetsgivare i att han/hon upprätthåller ett lager med begagnade bilar som han är beredd att sälja till ett visst annonserat pris, liksom han/hon är beredd att uppge vilket pris han/hon är beredd att köpa in en begagnad bil till sitt lager. Den som handlar begagnad bil av en handlare med begagnade bilar kan betecknas som likviditetstagare.
En likviditetsgivare kan agera som likviditetsgarant.